# Правильний 6-симплекс
| Правильний 6-симплекс | Правильний 6-симплекс            |
| --------------------- | -------------------------------- |
|                       |                                  |
| Тип                   | Правильний шестивимірний політоп |
| Символ Шлефлі         | {3,3,3,3,3}                      |
| 5-вимірних комірок    | 7                                |
| 4-вимірних комірок    | 21                               |
| Комірок               | 35                               |
| Граней                | 35                               |
| Ребер                 | 21                               |
| Вершин                | 7                                |
| Вершинная фігура      | Правильный 5-симплекс            |
| Двоїстий політоп      | Він же                           |

Правильний 6-симплекс, чи правильний гептапетон, або просто гептапетон, або гепта-6-топ, або хоп — це правильний самодвоїстий шестивимірний політоп. Має 7 вершин, 21 ребро, 35 граней — правильних трикутників, 35 правильнотетраедричних комірок, 21 п'ятикомірникових 4-комірок та 7 5-коміррок, що мають форму правильного 5-симплекса. Його двогранний кут дорівнює arccos(1/6), тобто приблизно 80,41°.

## Координати
Правильний 6-сипмлекс можна розмістити у декартовій системі координат таким чином (довжина ребра тіла дорівнює 2 і центр збігається з початком координат):
{\displaystyle \left({\sqrt {1/21}},\ {\sqrt {1/15}},\ {\sqrt {1/10}},\ {\sqrt {1/6}},\ {\sqrt {1/3}},\ \pm 1\right)}
{\displaystyle \left({\sqrt {1/21}},\ {\sqrt {1/15}},\ {\sqrt {1/10}},\ {\sqrt {1/6}},\ -2{\sqrt {1/3}},\ 0\right)}
{\displaystyle \left({\sqrt {1/21}},\ {\sqrt {1/15}},\ {\sqrt {1/10}},\ -{\sqrt {3/2}},\ 0,\ 0\right)}
{\displaystyle \left({\sqrt {1/21}},\ {\sqrt {1/15}},\ -2{\sqrt {2/5}},\ 0,\ 0,\ 0\right)}
{\displaystyle \left({\sqrt {1/21}},\ -{\sqrt {5/3}},\ 0,\ 0,\ 0,\ 0\right)}
{\displaystyle \left(-{\sqrt {12/7}},\ 0,\ 0,\ 0,\ 0,\ 0\right)}